# Ашот Даніелян
Ашот Даніелян (11 квітня 1974) — вірменський важкоатлет.
Учасник Олімпійських Ігор 1996, 2000, 2004 років.
Чемпіон Європи 1999 (понад 105 кг), 2000 (понад 105 кг) років, срібний призер 2003 року в категорії понад 105 кг, бронзовий призер 2005 року в категорії понад 105 кг.